# Rediviva emdeorum
Rediviva emdeorum is een vliesvleugelig insect uit de familie Melittidae. De wetenschappelijke naam van de soort is voor het eerst geldig gepubliceerd in 1985 door Vogel & Michener.